# Enrique Fernández Prado
Enrique Fernández Prado (Langreo, 30 de junio de 1940-Cancún, Quintana Roo; 24 de marzo de 2018) fue un empresario español afincado en México, directivo y dueño del equipo Atlético Celaya en la Primera División de México de 1995 a 2002.
Fernández fue dueño del conjunto cajetero en los años 1990; adquirió la franquicia cuando era Primera A y consiguió el ascenso al máximo circuito tras ganar 1-0 a Pachuca en la final. Gracias a su cariño por el futbol y a la fuerte inversión que hizo en su momento, pues fue capaz de traer al fútbol mexicano al «Buitre» Butragueño (1995-1998) y a Miguel González (1996-1997), así como repatriar al país a Hugo Sánchez (1996-1997), proveniente del Dallas Burn de la MLS.

## Biografía
Enrique Fernández Prado nació en el barrio de El Puente (Langreo) el 30 de junio de 1940. Estudió la carrera de Derecho en la Universidad de Oviedo. En 1967 viajó a la Ciudad de México y trabajó como gerente en la cadena de supermercados Gigante. Tres años después y teniendo 30 años fundó la empresa Productos Alimenticios Asturias, que después de un tiempo se convirtió en el conglomerado Lastur S.A. de C.V., un grupo de empresas líder en el mercado de la industria de la panificación en México.
En 1970 durante el mundial de futbol, se juntó con otros empresarios y compró un equipo de segunda división al que nombró Toros de Texcoco. Fernández trasladó el equipo a Cuernavaca y lo renombró como Atlético de Cuernavaca. Años más tarde en la década de los 90, el equipo se convierte en el Atlético Celaya, con sede local en la ciudad de Celaya y jugando en el Estadio Miguel Alemán.